# Amphipyra obscura
Amphipyra obscura là một loài bướm đêm trong họ Noctuidae.